# نيكولاس لوري
نيكولاس لوري (بالإنجليزية: Nicholas Lore)‏ هو مستشار ومؤلف أمريكي، ولد في 12 يوليو 1944 في أوك ريدج في الولايات المتحدة.